# Xenia Stolz
Xenia Stolz, auch Ksenia, geb. Atschkinadze, auch Aschkinadze oder Achkinadze, (* 14. Januar 1989 in Anapa, Russische SFSR, Sowjetunion) ist eine ehemalige deutsche Leichtathletin, die sich auf den Weitsprung spezialisiert hatte. Sie trat auch bei Sprintwettbewerben an.

## Berufsweg
Ab 2009 nutzte Stolz die Duale Karriere der Sportfördergruppe der hessischen Polizei und zog für ihre Ausbildung an der HfPV nach Wiesbaden. Sie ist Polizeikommissarin.

## Sportliche Karriere
Schon in Russland hatte Stolz mit Laufen und Springen begonnen und war im Alter von elf Jahren nach Deutschland gekommen.
2008 wurde sie Deutsche Jugendvizemeisterin im Weitsprung und verpasste bei den U20-Weltmeisterschaften die Bronzemedaille um acht Zentimeter. In der Qualifikation hatte sie eine persönliche Bestleistung von 6,43 m aufgestellt, mit der sie im Finale Bronze erreicht hätte. Bei den Deutschen Mehrkampfmeisterschaften errang sie Silber mit der Mannschaft.
2011 kehrte sie nach Erfolgen in Hessen und bei Hochschulmeisterschaften nach langer, verletzungsbedingter Weitsprungabstinenz erfolgreich in die Grube zurück und wurde mit 6,32 m Deutsche Hochschulmeisterin.
2012 sprang Stolz in der Karlsruher Europahalle mit 6,56 m zum deutschen Meistertitel.
2013 erzielte sie ihre Bestleistung von 6,66 m bereits im Mai, erreichte mit etwas zu viel Rückwind sogar 6,69 m, konnte auf Grund ständiger Verletzungen ihre Form aber nicht halten.
2014 lief nach eigener Aussage „einiges durcheinander und nicht optimal“, und der absolute Tiefpunkt war erreicht, als sie bei den Deutschen Meisterschaften in Ulm beim Aufwärmen erfuhr, dass sie ohne einen Sprung die Heimreise antreten müsse, da sie von ihrem Trainer nicht ordnungsgemäß zum Wettkampf angemeldet worden war. Ihre Karriere drohte unvollendet auszulaufen, bis sie 2015 zum Wiesbadener LV wechselte.
2015 qualifizierte sich Stolz für die Teilnahme an der Halleneuropameisterschaften 2015 in Prag und stellte im Juli beim 22. TMP-Weitsprung-Meeting in Bad Langensalza mit einer persönlichen Bestleistung von 6,74 m einen neuen Hessenrekord im Weitsprung auf.
2016 verbesserte sie beim ISTAF indoor Berlin im Februar ihre persönliche Bestleistung in der Halle auf 6,63 m und nahm an der Hallenweltmeisterschaften 2016 in Portland (Oregon) teil.
2017 holte Stolz Bronze bei den Deutschen Hallenmeisterschaften in Leipzig. Mitte des Jahres ging sie in die Babypause.
2018 meldete sich Stolz beim 1. Abendsportfest in Wiesbaden aus der Babypause zurück und hatte die Teilnahme an den Olympischen Spielen 2020 in Tokio zum Ziel.
2019 startete sie nicht in der Hallensaison und kam bei den Deutschen Meisterschaften auf den 5. Platz. Kurz danach entschied der Beirat der Sportfördergruppe der hessischen Polizei Stolz nicht mehr zu fördern, woraufhin sie das Ende ihrer sportlichen Karriere erklärte, da es für sie nicht möglich sei neben dem Beruf Leistungssport zu betreiben. Ende August 2019 gewann sie das Weitspringen der 37. Deutschen Polizeimeisterschaften.

## Vereinszugehörigkeiten
Stolz startete seit 2015 für den Wiesbadener LV. Bis 2006 war sie beim ESV Jahn Treysa, von 2007 bis 2011 bei der LG Eintracht Frankfurt und von 2012 bis 2014 beim Sportclub Gelnhausen. Ihre Trainer waren Peter Rouhi, Harry Letzelter und Jürgen Sammert.

## Trivia
Seit Mai 2015 ist sie mit Manuel Stolz verheiratet. Mitte Juni 2017 gab Xenia Stolz bekannt, dass sie Nachwuchs erwarten.

## Erfolge
national
- 2008: 4. Platz Deutsche Jugendhallenmeisterschaften
- 2008: Hessische Vizemeisterin[12]
- 2008: Deutsche Jugendvizemeisterin
- 2008: 2. Platz[13] Deutsche Mehrkampfmeisterschaften
- 2010: Hessische Hallenmeisterin (4 × 200 m)[14]
- 2010: Deutsche Hochschulvizemeisterin (60 m)[15]
- 2011: Hessische Hallen-Vizemeisterin[16]
- 2011: Deutsche Hallenhochschulmeisterin[4]
- 2011: 6. Platz Deutsche Hallenmeisterschaften
- 2011: 3. Platz[17] Deutsche Hochschulmeisterschaften
- 2011: Hessische Meisterin[18] (100 m, Weitsprung)
- 2011: 3. Platz Deutsche Juniorenmeisterschaften
- 2012: Deutsche Hallenmeisterin
- 2012: 3. Platz Deutsche Meisterschaften
- 2014: Hessische Meisterin[19]
- 2015: Deutsche Hallenvizemeisterin
- 2015: 6. Platz Deutsche Meisterschaften
- 2016: 4. Platz Deutsche Hallenmeisterschaften
- 2016: 6. Platz Deutsche Meisterschaften
- 2017: 3. Platz Deutsche Hallenmeisterschaften
- 2019: 5. Platz Deutsche Meisterschaften
- 2019: 1. Platz Deutsche Polizeimeisterschaft

international
- 2008: 4. Platz U20-Weltmeisterschaften
- 2016: 12. Platz Hallenweltmeisterschaften